# Vida (álbum de Ara Ketu)
Vida é o nono álbum da banda Ara Ketu, lançado em 2000. Ganhou o disco de Ouro no Brasil.

## Faixas
1. "Vida" - 2:56
2. "Amantes" - 5:00
3. "Toma Lá, Da Cá" - 3:34
4. "Face Oculta" - 4:21
5. "Cadê Tetê - 4:01
6. "Cabecinhas" - 2:52
7. "Amor e Devoção" - 4:04
8. "A Banda de Dona Vera" - 3:58
9. "Súdito do Amor" - 4:48
10. "Pot-Pourri" - 4:11
11. "Quando Bater a Saudade" - 3:43
12. "Nenhuma É Igual a Você" - 3:46
13. "Vou Empurrando o Trio" - 3:27
14. "O Rodo" - 3:35

## Certificações
| Brasil (ABPD)                             | Ouro | 2000 | 100.000* |
| *número de vendas baseado na certificação |      |      |          |